# Resolutie 1366 Veiligheidsraad Verenigde Naties
Resolutie 1366 van de Veiligheidsraad van de Verenigde Naties werd unaniem door de VN-Veiligheidsraad aangenomen op 30 augustus 2001.

## Inhoud

### Waarnemingen
De Veiligheidsraad had een rapport van de secretaris-generaal overwogen over de voorkoming van gewapende conflicten met daarin aanbevelingen over de rol van de Veiligheidsraad. Die had onder het Handvest van de Verenigde Naties de verantwoordelijkheid voor de internationale vrede en veiligheid en dus ook de taak om conflicten te voorkomen. Conflicten of de escalatie ervan voorkomen was niet alleen een politieke, menselijke en morele plicht, maar ook in economisch opzicht voordelig. Het was van belang dat conflicten bij de wortels werden aangepakt. Men was ook bezorgd over de bedreiging van illegale wapenhandel.

### Handelingen
Het voorkomen van conflicten was voornamelijk de verantwoordelijkheid van nationale regeringen zelf. De VN en de internationale gemeenschap hadden hun toestemming nodig om met succes conflicten te voorkomen. Mogelijke conflicten die onder de aandacht van de Veiligheidsraad werden gebracht zouden nauwgezet worden gevolgd. De lidstaten werden opnieuw opgeroepen om de capaciteit van de VN waar het het handhaven van de internationale vrede en veiligheid betreft te vergroten. Op aanbeveling van de secretaris-generaal en met toestemming van de betrokken lidstaten kon dan reeds op voorhand geïntervenieerd worden.

## Verwante resoluties
- Resolutie 1327 Veiligheidsraad Verenigde Naties (2000)
- Resolutie 1353 Veiligheidsraad Verenigde Naties
- Resolutie 1379 Veiligheidsraad Verenigde Naties
- Resolutie 1422 Veiligheidsraad Verenigde Naties (2002)

Lijst ·  1335 ·  1336 ·  1337 ·  1338 ·  1339 ·  1340 ·  1341 ·  1342 ·  1343 ·  1344 ·  1345 ·  1346 ·  1347 ·  1348 ·  1349 ·  1350 ·  1351 ·  1352 ·  1353 ·  1354 ·  1355 ·  1356 ·  1357 ·  1358 ·  1359 ·  1360 ·  1361 ·  1362 ·  1363 ·  1364 ·  1365 ·  1366 ·  1367 ·  1368 ·  1369 ·  1370 ·  1371 ·  1372 ·  1373 ·  1374 ·  1375 ·  1376 ·  1377 ·  1378 ·  1379 ·  1380 ·  1381 ·  1382 ·  1383 ·  1384 ·  1385 ·  1386